# 티베탄 테리어

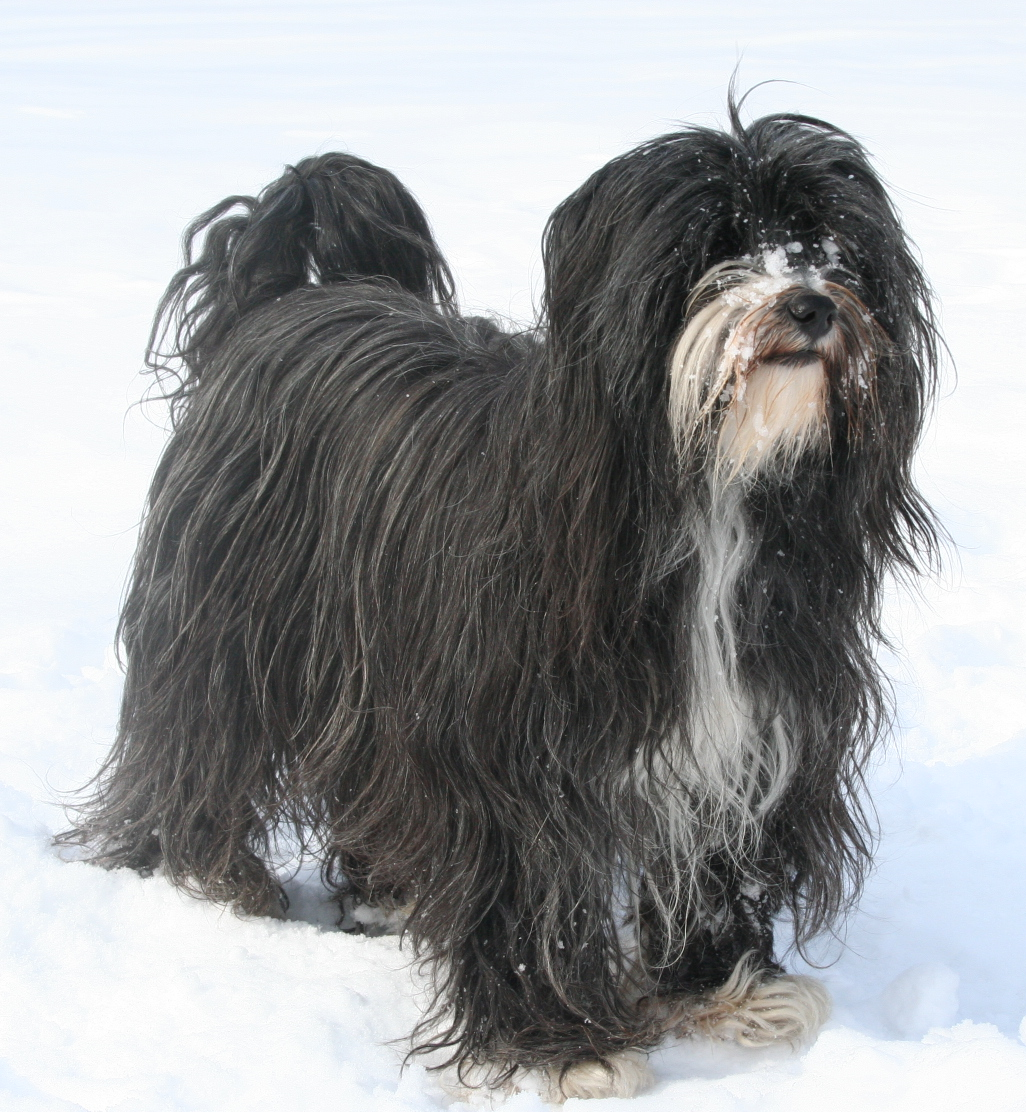
티베탄 테리어의 실제 모습

티베탄 테리어(Tibetan Terrier)는 티베트가 기원인 중견종이다. "테리어"라는 이름에도 불구하고 테리어견 그룹에 속하지는 않는다. 이 견종은 유럽 여행자들에 의해 영어로 이름이 붙여졌는데, 이는 잘 알려진 테리어 견종들과 유사성이 있었기 때문이다. 이 견종의 티베트어 이름은 Tsang Apso이며 위창 지방 출신의 수염난 개로 번역된다.

## 역사
전설에 따르면 티베탄 테리어는 2000년 이상 순혈종으로 유지되었다. 티베탄 테리어는 행운 부적, 마스코트, 감시견, 목축개, 동료로 키워졌다. 산 측면에 떨어진 문헌을 찾는 일에 쓰이기도 한다.
"티베트의 거룩한 개"로 알려진 티베탄 테리어는 행운을 바라기 위해 수도자들에 의해 선물로 주어졌으며 판매 대상으로 취급되지는 않았다.
잉글랜드의 A.R.H. 그레이드 박사는 최초의 티베탄 테리어를 1922년 유럽으로 들여왔다.

## 모습
티베탄 테리어는 힘세고 털이 많은 중견종이다. 몸무게와 키는 매우 다양하다.

## 같이 보기
- 오수개
- 라사압소
- 티베탄 마스티프
- 애완견
- 아메리칸 케널 클럽